# Бушар, Пьер-Марк
Пьер-Марк Бушар (фр. Pierre-Marc Bouchard; род. 27 апреля 1984, Шербрук, Квебек, Канада) — бывший профессиональный канадский хоккеист, крайний нападающий.
На драфте НХЛ 2002 года был выбран в 1 раунде под общим 8 номером командой «Миннесота Уайлд».
С 2012 по 2014 года являлся почётным президентом своего первого клуба в карьере «Шикутими Сагенинс», выступающего в лиге Онтарио.
Старший брат игрока Австрийской хоккейной лиги Франсуа Бушара и кузен игрока НХЛ Пьера-Александра Паренто.